# Pierre von der Weid
Pierre von der Weid  (* 31. Mai 1766 in Fribourg; † 23. Oktober 1810 in Cartagena, Spanien) war ein Schweizer Militär und Politiker. 1802 wurde er zum General der Helvetischen Republik ernannt.

## Leben
Er war Sohn des Hauptmanns François Pierre von der Weid und der Marie Madeleine Charpenel. Ab 1774 war er in französischen Diensten, Kadett in der väterlichen Kompanie im Regiment Waldner von Freundstein und 1793 Kommandant der Nationalgarde von Toul. Ab 1794 sass Peter von der Weid im Freiburger Rat der Zweihundert, in dem er sich für die Annäherung an das revolutionäre Frankreich einsetzte. Er war bereits Milizinspektor des Kantons Freiburg, als er am 6. März 1798 vom französischen General Guillaume-Marie-Anne Brune zum Oberstkommandanten der Brigade ernannt wurde. Im Jahr 1799 wurde er mit der Organisation von zwei Freiburger Freiwilligenbataillonen beauftragt. Am 28. März wurde er vom Direktorium der Helvetischen Republik zum Generaladjutanten ernannt und nahm an den Schlachten von Frauenfeld, Winterthur und am Simplonpass teil. 1802 wurde er Oberbefehlshaber der Armee der Helvetischen Republik.  
Nach Auflösung der Helvetik wurde er 1803 französischer Brigadegeneral und dann 1806 Divisionsgeneral und Baron d'Empire. Während des Spanienkriegs wurde er als Offizier der Spanischen Armee 1809 gefangen genommen und in Cartagena interniert. Er starb dort an einer Epidemie.

## Ehrungen
- 1803 Ritter und 1804 Kommandant der Ehrenlegion
- 1806 Baron d'Empire